# Félix-Gabriel Marchand

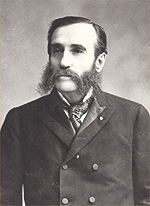
Félix-Gabriel Marchand

Félix-Gabriel Marchand (* 9. Januar 1832 in Saint-Jean-sur-Richelieu, Québec; † 25. September 1900 in Québec) war ein kanadischer Politiker, Notar, Autor und Journalist. Er war von 1867 bis zu seinem Tod ununterbrochen Abgeordneter in der Nationalversammlung von Québec und hatte von 1892 bis 1900 den Vorsitz der Parti libéral du Québec inne. Ab 24. Mai 1897 regierte er als Premierminister die Provinz Québec; er starb im Amt.

## Biografie
Der Vater war ein wohlhabender frankokanadischer Holzhändler, die Mutter hatte schottische Vorfahren. Marchand erhielt seine Ausbildung sowohl in englischer als auch in französischer Sprache. Er absolvierte das Seminar in Saint-Hyacinthe und durchlief eine Ausbildung zum Notar. 1868 begann Marchands politische Karriere mit der Wahl in den Stadtrat von Saint-Jean-sur-Richelieu. Daneben war er Präsident der örtlichen landwirtschaftlichen Gesellschaft und Vorsitzender der Schulkommission. Marchand gründete 1860 die Zeitschrift Le Franco-Canadien, die liberales Gedankengut vertrat. 1861 bildete er als Reaktion auf die Trent-Affäre eine aus Freiwilligen bestehende Infanterie-Miliz und befehligte diese bis 1880, wobei er bis zum Rang eines Oberstleutnants aufstieg.
1867 trat Marchand zu den ersten Wahlen zur Nationalversammlung von Québec an und siegte im Wahlbezirk Saint-Jean. Er behielt diesen Sitz 33 Jahre lang bei, acht Mal in Folge wurde er wiedergewählt. Die Liberalen waren in den ersten drei Jahrzehnten überwiegend in der Opposition. Marchands Hauptanliegen war die Stärkung des Föderalismus. 1874 wurde sein Vorschlag, Doppelmandate auf Provinz- und Bundesebene zu verbieten, im siebten Anlauf angenommen. Dadurch sollte der Einfluss der Bundesregierung auf die Provinzgesetzgebung verringert werden. Ein weiteres wichtiges Anliegen war die Intensivierung der Binnenkolonisation (verbunden mit Infrastrukturbauten), um die Abwanderung von Frankokanadiern in die USA einzudämmen.
Von März 1878 bis Oktober 1879 stellten die Liberalen unter Henri-Gustave Joly de Lotbinière vorübergehend die Regierung. Während dieser Zeit gehörte Marchand dem Kabinett als Regierungssekretär und Kommissar für die Kronländereien an. Wieder in der Opposition, wandte er sich verstärkt der Schriftstellerei zu. Dabei spezialisierte er sich auf Komödien, Fabeln und Gedichte. Von Januar 1887 bis April 1892, während der Regierungszeit von Honoré Mercier, war Marchand Sprecher der Nationalversammlung. Nachdem Mercier wegen des Chaleur-Bucht-Skandals abgesetzt worden war und die Liberalen die Wahlen von 1892 deutlich verloren hatten, übernahm er den Parteivorsitz.
Marchands Ziel als Oppositionsführer war es, den angeschlagenen Ruf der Liberalen zu verbessern und jenen der Konservativen in Zweifel zu ziehen. Wiederholt griff er den Eigennutz und den Opportunismus der Regierung an, die er wegen der umstrittenen Steuerpolitik konsequent als „Steuereintreiber“ bezeichnete. Die Parti libéral du Québec errang nach fünf Jahren einen klaren Wahlsieg und Marchand wurde am 24. Mai 1897 als neuer Premierminister vereidigt. Kurz zuvor war er zum Präsidenten der Royal Society of Canada gewählt worden; im darauf folgenden Jahr gab er dieses Amt auf.
Als Premierminister verfolgte Marchand drei Ziele: ein ausgeglichenes Budget, die verstärkte Nutzung der natürlichen Ressourcen und die Schaffung eines Bildungsministeriums. Zu jener Zeit befand sich das Bildungswesen der Provinz vollständig in der Hand des Klerus der römisch-katholischen Kirche. Die Nationalversammlung verabschiedete ein entsprechendes Gesetz, doch der weiterhin von Konservativen dominierte Legislativrat lehnte es ab. Die Säkularisierung des Bildungswesens sollte erst 1964 gelingen. Marchand litt an Arteriosklerose und musste seine Amtsgeschäfte mehr und mehr an sein Kabinett delegieren. Schließlich starb er am 25. September 1900 im Alter von 68 Jahren.

## Werke
- Fatenville (1869)
- Erreur n’est pas compte ou les inconvenients d’une ressemblance (1872)
- Un bonheur en attire un autre (1883)
- Les travers du siècle (1884)
- Le lauréat (1885)
- Les faux brillants (1885)
- L’aigle et la marmotte (1885)
- Nos gros chagrins et nos petites misères (1889)